# Vitaminol
Vitaminol, var et dansk levertranspræparat som bestod af et koncentrat af blandt andet Vitamin A og vitamin D.
Produktet forekom under og umiddelbart efter anden verdenskrig fra 1943 til 1949 og var forbeholdt børn og gravide kvinder.
Under perioden for Vitaminols eksistens blev der udleveret rationeringsmærker til børn under 15 år samt efter ansøgning til gravide kvinder.